# Congrès universel d'espéranto de 1939
Pour un article plus général, voir Congrès universel d'espéranto.
Le congrès universel d’espéranto de 1939 est le 31e congrès universel d’espéranto, organisé en août 1939, à Berne en Suisse. 